# Константинов, Олег Вячеславович
Оле́г Вячесла́вович Константи́нов (1918 — 1982) — советский тренер по лёгкой атлетике, преподаватель физического воспитания. В течение нескольких десятилетий тренировал легкоатлетов в Москве, входил в сборную СССР, подготовил двукратную бронзовую призёрку Олимпийских игр Е. Горчакову. Заслуженный тренер СССР (1965). Преподавал в МЭИ и МАДИ.

## Биография
Олег Константинов родился в 1918 году. Окончил Московский государственный институт текстильной промышленности (1941) и военный факультет Государственного центрального ордена Ленина института физической культуры. Участвовал в Великой Отечественной войне, был контужен.
После войны работал тренером в Центральной спортивной школе Московского городского отдела народного образования, являлся старшим тренером Объединённого курса спортивного совершенствования студентов Минобразования СССР.
В 1951 году в журнале «Смена» опубликован большой репортаж о тренерской работе О. В. Константинова.
В 1960-х годах работал в отделе лёгкой атлетики Спорткомитета СССР, тренер сборной СССР на летних Олимпийских играх 1968 года в Мехико.
Подготовил титулованную копьеметательницу Елену Горчакову, двукратную бронзовую призёрку Олимпийских игр, которая впоследствии вышла за него замуж. Также среди его воспитанников прыгунья в длину Нина Худякова (Тюркина), финалистка Олимпийских игр; призёр чемпионатов СССР в беге на средние дистанции Вадим Лейбовский. За выдающиеся достижения на тренерском поприще в 1965 году удостоен почётного звания «Заслуженный тренер СССР».
Также проявил себя как преподаватель. Доцент кафедры физического воспитания Московского энергетического института, заведующий кафедрой Московского автодорожного института.
Умер в 1982 году.